# ديفيد آدامز (سياسي)
ديفيد آدامز (بالإنجليزية: David Adams)‏ هو سياسي بريطاني (وحمل سابقاً جنسية المملكة المتحدة لبريطانيا العظمى وأيرلندا)، ولد في 27 يونيو 1871، وتوفي في 16 أغسطس 1943. حزبياً، نشط في حزب العمال. في الانتخابات العامة في المملكة المتحدة 1922 ‏، انتخب عضو برلمان المملكة المتحدة الـ32 عن دائرة Newcastle upon Tyne West (UK Parliament constituency) ‏ (15 نوفمبر 1922 – 16 نوفمبر 1923) وفي الانتخابات العامة في المملكة المتحدة 1935 ‏، انتخب عضو برلمان المملكة المتحدة الـ37 عن دائرة Consett (UK Parliament constituency) ‏ (14 نوفمبر 1935 – 16 أغسطس 1943).